# 新長尾似美花介
新長尾似美花介（学名：Paracytheridea neolongicaudata）为似美花介科似美花介屬下的一个种。